# Епархия Пескейры
Епархия Пескейры (лат. Dioecesis Pesqueirensis) — епархия Римско-католической церкви c центром в городе Пескейра, Бразилия. Епархия Пескейры входит в митрополию Олинды-и-Ресифи. Кафедральным собором епархии Пескейры является собор святой Агаты.

## История
5 декабря 1910 года Святой Престол учредил епархию Флоресты, выделив её из епархии Олинды (сегодня — Архиепархия Олинды-и-Ресифи).
2 августа 1918 года Римский папа Бенедикт XV издал буллу «Archidioecesis Olindensis-Recifensis», которой перенёс кафедру епископа в город Пескейра и переименовал епархию Флоресты в епархию Пескейры.
30 ноября 1923 года, 2 июля 1956 года и 15 февраля 1964 года епархия Пескейры передала часть своей территории в пользу возведения новых епархий Петролины, Афагадус-да-Ингазейры и Флоресты.

## Ординарии епархии
- епископ Аугусту Алвару да Силва (12.05.1911 — 25.06.1915), назначен епископом Барры с 1953 года — кардинал;
- епископ José Antônio de Oliveira Lopes (26.06.1915 — † 24.11.1932);
- епископ Adalberto Accioli Sobral (13.01.1934 — 18.01.1947), назначен архиепископом Сан-Луиш-до-Мараньяна;
- епископ Adelmo Cavalcante Machado (3.04.1948 — 24.06.1955), назначен архиепископом-коадъютором Масейо;
- епископ Severino Mariano de Aguiar (3.12.1956 — 14.03.1980);
- епископ Manuel Palmeira da Rocha (14.03.1980 — 26.05.1993);
- епископ Bernardino Marchió (26.05.1993 — 6.11.2002), назначен епископом Каруару;
- епископ Francesco Biasin (23.07.2003 — 8.06.2011), назначен епископом Барра-ду-Пираи-Волта-Редонды;
- епископ José Luiz Ferreira Salles (с 15 февраля 2012 года — по настоящее время).

## Источник
- Annuario Pontificio, Libreria Editrice Vaticana, Città del Vaticano, 2003, ISBN 88-209-7422-3
- Булла Archidioecesis Olindensis-Recifensis, AAS 13 (1921), стр. 463  (лат.)